# Uluköy, Çerkeş
Uluköy là một xã thuộc huyện Çerkeş, tỉnh Çankırı, Thổ Nhĩ Kỳ. Dân số thời điểm năm 2010 là 20 người.